# Соапленд
Соапленд (яп. ソープランド, sōpurando) — японоанглійське слово, де soap (або sōpu) — мило, і ленд (land) — земля. Частина японської секс-індустрії, також відома, як Мідзу Шьобай (Mizu shōbai). Оскільки сексуальні контакти за гроші в Японії офіційно заборонені, існують різні типи японських борделів, яким вдається діяти легально. У Соапленді клієнти займаються сексом без проникнення з повією. Фактично це відбувається так: клієнт лягає на водонепроникний матрац, покриті лубрикантом, і їм роблять масаж тілом повії. Щоб обійти заборони з боку закону, офіційно це клуби, в яких клієнти приймають медичні ванни. Хоча основною клієнтурою Соапленду є чоловіки, там є можливість приймати жінок-клієнток.

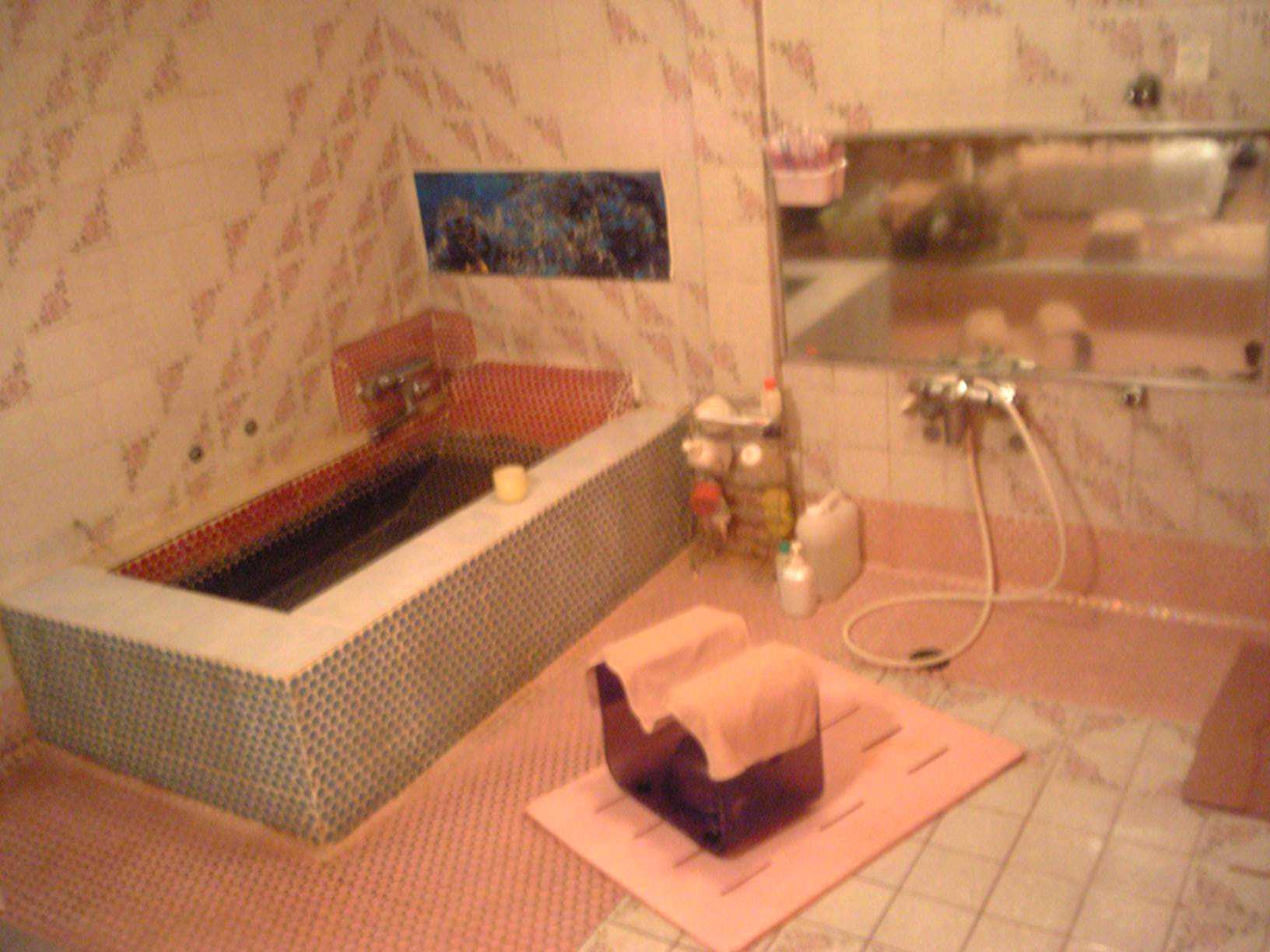
Приклад кабінету Соапленду

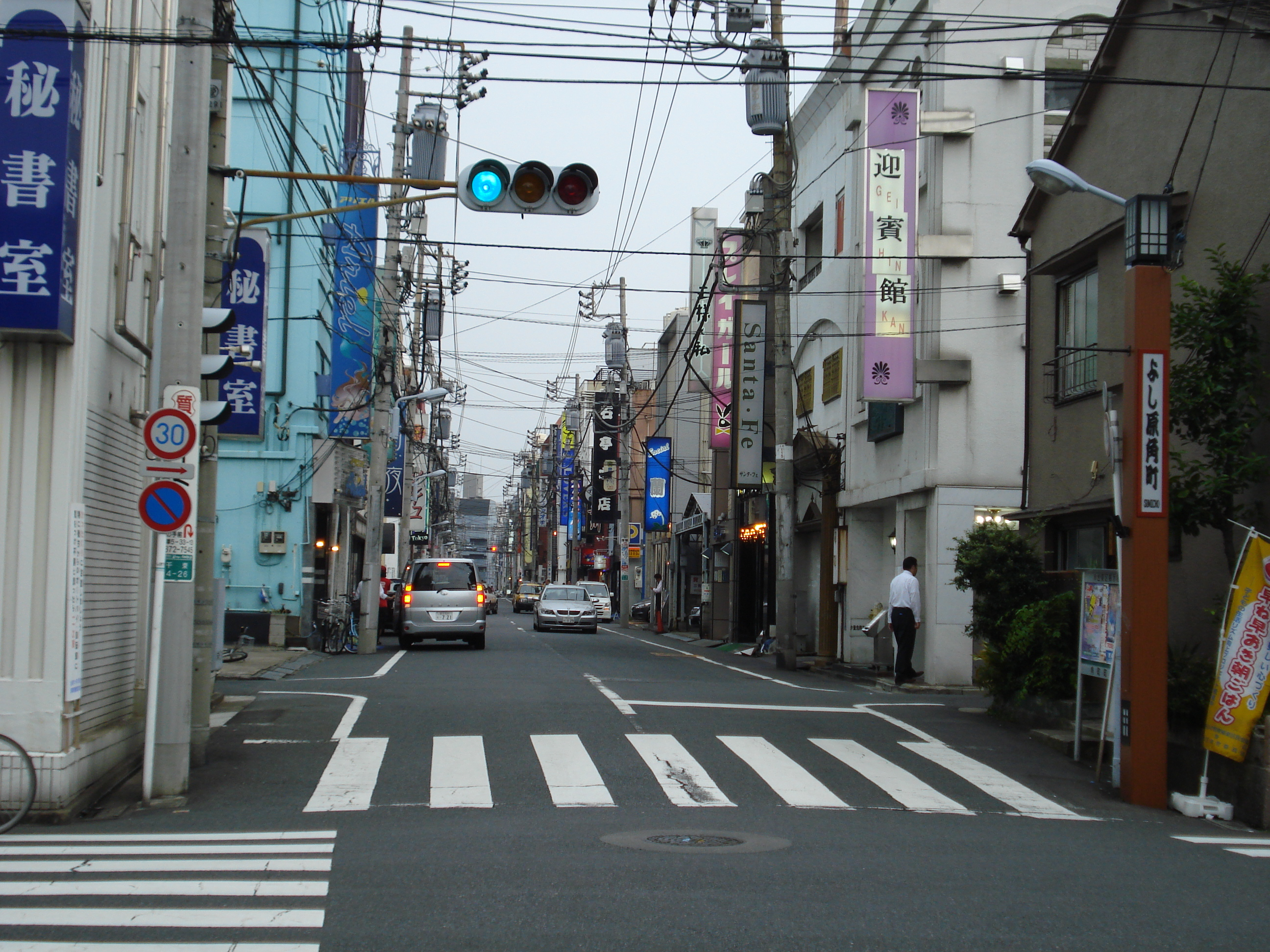
Вулиця з Соаплендом (Токіо, Йошіхара)

Існують різні види Соаплендів, зазвичай це комплекси, де зібрані різні типи. Досить відомі комплекси у Сусукіно, що в Саппоро, Йошівара і Кабукічьо, що в Токіо, Кавасакі, Канадзуен, що в Ґіфу, Оґото, що в Сіґі, Фукухара, що в Кобе і Саґамінумата в Одаварі, але є й інші місця, осовбиво в містах з гарячими джерелами. Ціни за сеанс різняться в залежності від місцезнаходження, часу і тривалості сеансу.

## Звідки походять
Історія соаплендів почалася з забороною проституція в Японії у 1958. Тоді це були просто ванни, в яких жінки мили чоловіків. Перша їхня назва — торуко-буро, означала Турецька лазня (від англ. Turkish bath). У 1984 році після кампанії, організованої турецьким вченим Нурсетом Санджакли (Nusret Sancaklı), було заборонено використовувати цю назву для борделів,  а слово «Соапленд» виграло національне опитування..